# Proteoglykaner
Proteoglykaner består av proteiner till vilka flera kolhydrater har kopplats. Så mycket som 85-95 % av vikten består av kolhydrater. Är halten mindre än så kallas de i stället glykoproteiner.
Proteoglykaner är proteiner som är substituerade med en speciell sorts polysackarider som kallas GAG:er, glykosaminoglykaner. Dessa glykaner är uppbyggda av en repeterande disackarid som innehåller en hexosamin (glukos- eller galaktosamin)och ett annat socker, vanligtvis en hexuronsyra (glukuron- eller iduronsyra) men ibland en hexos (galaktos). Dessa socker är vidare, i varierande grad, substituerade med acetyl (på hexosaminerna) eller sulfat (på alla socker). De vanligaste varianterna av glykosaminoglykaner är heparansulfat, chondroitinsulfat, dermatansulfat, keratansulfat och heparin. GAG:er har negativt laddade grupper. Det finns alltid negativa karboxylgrupper och ibland också negativt laddade sulfatgrupper. 
En proteoglykan kan innehålla allt från 1 till 100-tals glykosaminoglykaner.

## Funktion
Proteoglykaner består alltså av repeterande disackarider länkade till en proteinkedja. Tack vare sina laddningar på disackaridkedjorna, är proteglykaner osmotiskt aktiva och kan dra till sig vatten och bilda en gel. Detta är särskilt viktigt i brosk, som kan motstå påfrestningar i form av tryck. exempel på viktig proteoglykan är aggrecan.